# لامار (تگزاس)
لامار (به انگلیسی: Lamar) یک منطقهٔ مسکونی در ایالات متحده آمریکا است که در تگزاس واقع شده‌است. لامار ۶۳۶ نفر جمعیت دارد.